# Siergiej Draczow
Siergiej Stanisławowicz Draczow (ros. Сергей Станиславович Драчев) – rosyjski brydżysta.

## Wyniki brydżowe

### Zawody europejskie
W europejskich zawodach zdobył następujące lokaty:
| Zawody europejskie. Konkurencja teamów | Zawody europejskie. Konkurencja teamów | Zawody europejskie. Konkurencja teamów | Zawody europejskie. Konkurencja teamów | Zawody europejskie. Konkurencja teamów | Zawody europejskie. Konkurencja teamów |
| Rok                                    | Miejsce                                | Zawody                                 | Kategoria                              | Drużyna                                | Pozycja                                |
| -------------------------------------- | -------------------------------------- | -------------------------------------- | -------------------------------------- | -------------------------------------- | -------------------------------------- |
| 2010                                   | Izmir                                  | 9. Puchar Europy Teamów                | Open                                   | Matushko-Rus                           | 3                                      |

## Klasyfikacja
- Siergiej Draczow – klasyfikacja WBF (ang.)
- Siergiej Draczow – klasyfikacja EBL (ang.)
- Siergiej Draczow – klasyfikacja FSBR (ros.)